# Eugeni d'Ors

Eugeni d'Ors a Milano nel 1949

Eugeni d'Ors i Rovira, conosciuto come Eugenio d'Ors nella letteratura spagnola (Barcellona, 28 settembre 1881 – Vilanova i la Geltrú, 25 settembre 1954), è stato uno scrittore spagnolo, di origine catalana, che scrisse sia in castigliano sia in catalano.

## Biografia
Studiò legge a Barcellona, filosofia a Parigi ed in Germania pur laureandosi a Madrid.
Collaborò dal 1906 a La Veu de Catalunya e fu un esponente del noucentisme catalano. Fu il segretario dell'Institut d'Estudis Catalans nel 1911 e direttore della Instrución Pública de la Mancomunidad de Cataluña nel 1917, ma gli fu tolto il ruolo dopo la morte di Prat de la Riba. Nel 1923 si trasferì a Madrid dove, nel 1927, divenne membro della Real Academia Española. Nel 1937, durante la guerra civile spagnola fu collaboratore della rivista dell'Alzamiento Arriba España e quindi al ministero delle Belle Arti per il regime dittatoriale franchista a Burgos.
Nei suoi scritti ha evidenziato una grande attrazione per il classicismo e per il razionalismo mediterraneo. Nei suoi saggi filosofici, partendo da questi elementi, cercò di elaborare un suo modello di pensiero del mondo, della vita e dell'uomo. Per quanto riguarda le morfologie barocche e classiche oppose le "forme che volano" alle "forme che pesano", e ciò varrebbe per l'arte, l'architettura, la musica, una teoria scientifica o un'istituzione politica  . Oltre agli scritti storici, si specializzò sui saggi di critica d'arte, costituiti da monografie di artisti e movimenti.

## Opere
- La fi d'Isidre Nonell, 1902
- Gloses de quaresma, 1911
- La ben plantada, 1911
- Gualba la de mil veus, 1911
- Oceanografia del tedi, 1918 (Oceanografia del tedio, versione e presentazione di Oreste Macrì, Edizioni di Lettere d'oggi, Roma, 1943, poi Arsenale, Venezia, 1984; a cura di Dino Campini, Perinetti Casoni, Milano, 1945; a cura di Alessandra Ruffino, Nino Aragno editore, Torino, 2016)
- La vall de Josafat, 1918 (La valle di Giosafat, traduzione e introduzione di Celestino Capasso, Bompiani, Milano, 1945)
- Gloses de la vaga, 1919
- Tres horas en el Museo del Prado. Itinerario estético, 1922 (in L'arte di Goya; Tre ore al Museo del Prado; Una nuova visita al Museo del Prado, Bompiani, Milano, 1948; Tre ore nel museo del Prado: itinerario estetico, Pratiche, Parma, 1991)
- Estudios de arte, 1932
- Introducción a la vida angélica. Cartas a una soledad, 1939
- Epos de los Destinos, 1943 (Epopea della Spagna, Bompiani, Milano, 1948)
- La civilización en la historia. La Historia del Mundo en 500 palabras, 1943 (Storia del mondo in cinquecento parole, versione di Diego Valeri, All'Insegna del Pesce d'Oro, V. Scheiwiller, Milano, 1961; con il titolo In cinquecento parole. La storia del mondo, La filosofia, L'igiene, introduzione, traduzioni e note a cura di Mattia Geretto, Mimesis, Milano-Udine, 2015)
- Lo barroco, 1944 (Del Barocco,  a cura di Luciano Anceschi, Rosa & Ballo, Milano, 1945; SE, Milano, 1999; Abscondita, Milano, 2011)
- Novísimo glosario, 1946
- El secreto de la filosofía, 1947
- La verdadera historia de Lidia de Cadaqués, 1954
- El nou Prometeu encadenat, 1966 (Il nuovo Prometeo incatenato, a cura di Francesco Vezzani, Nuova cultura, Roma, 2010)
- Sull'esistenza e l'assistenza degli angeli; L'angelologia in cinquencento parole, a cura di Mattia Geretto, Morcelliana, Brescia, 2012 (contiene due testi inediti dell'autore)